# Rudolf Janke

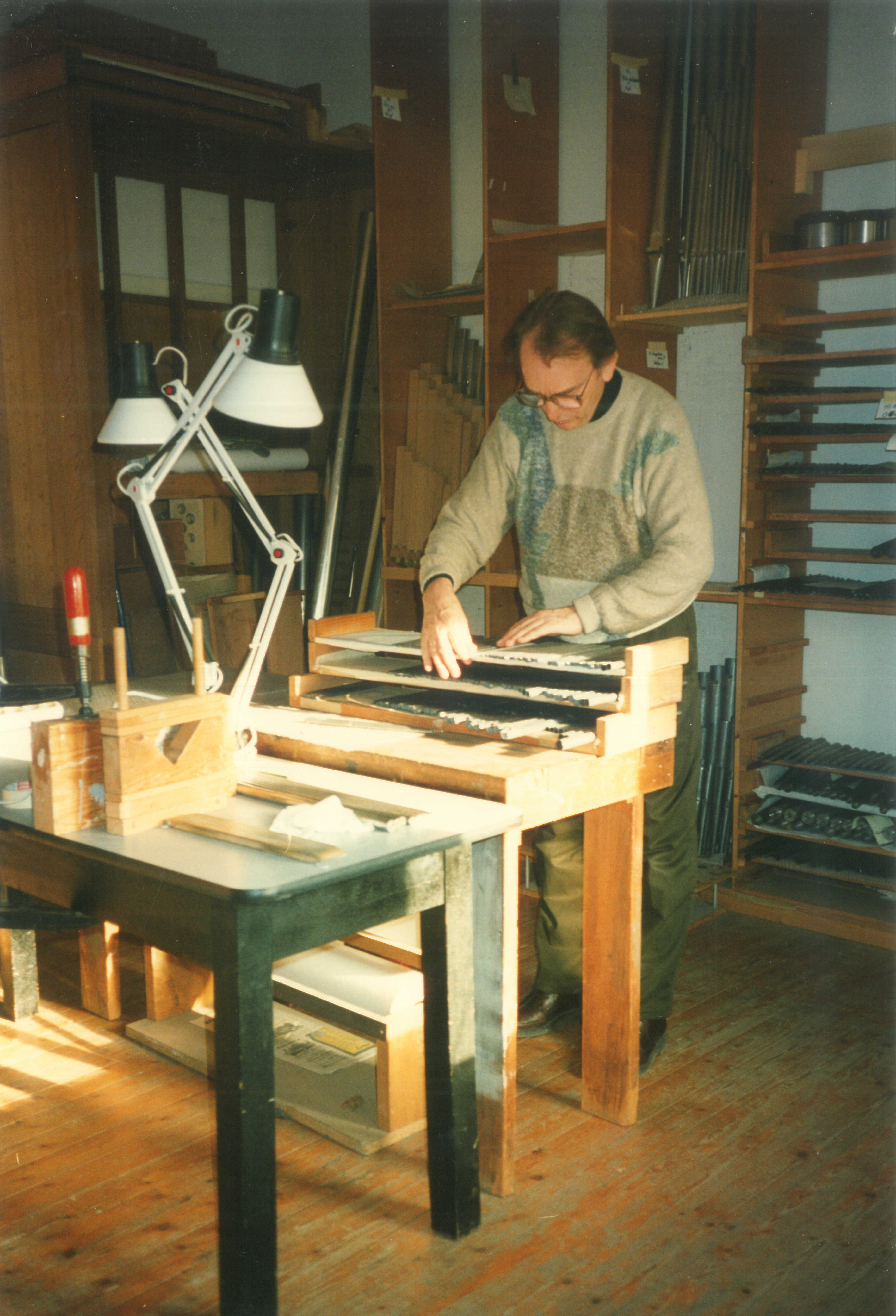
Rudolf Janke w swoim warsztacie w Bovenden (około 1995)

Rudolf Janke (ur. 2 grudnia 1930 w Getyndze) – niemiecki budowniczy organów, który jest znany dzięki licznym renowacjom zabytkowych organów w Niemczech. Ponadto wybudował wiele organów w stylu barokowym.

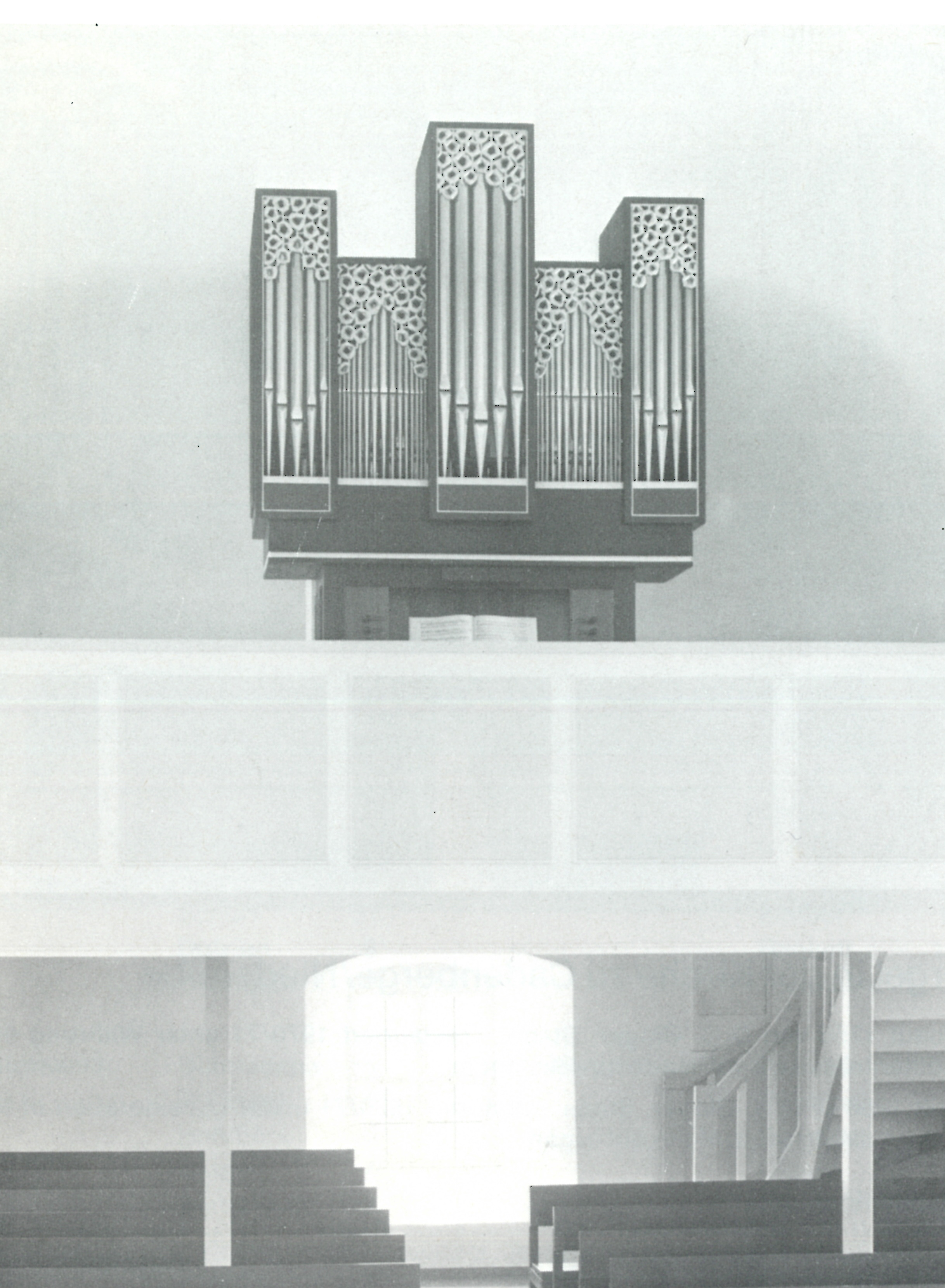
Organy w Jühnde wybudowane w 1968 roku
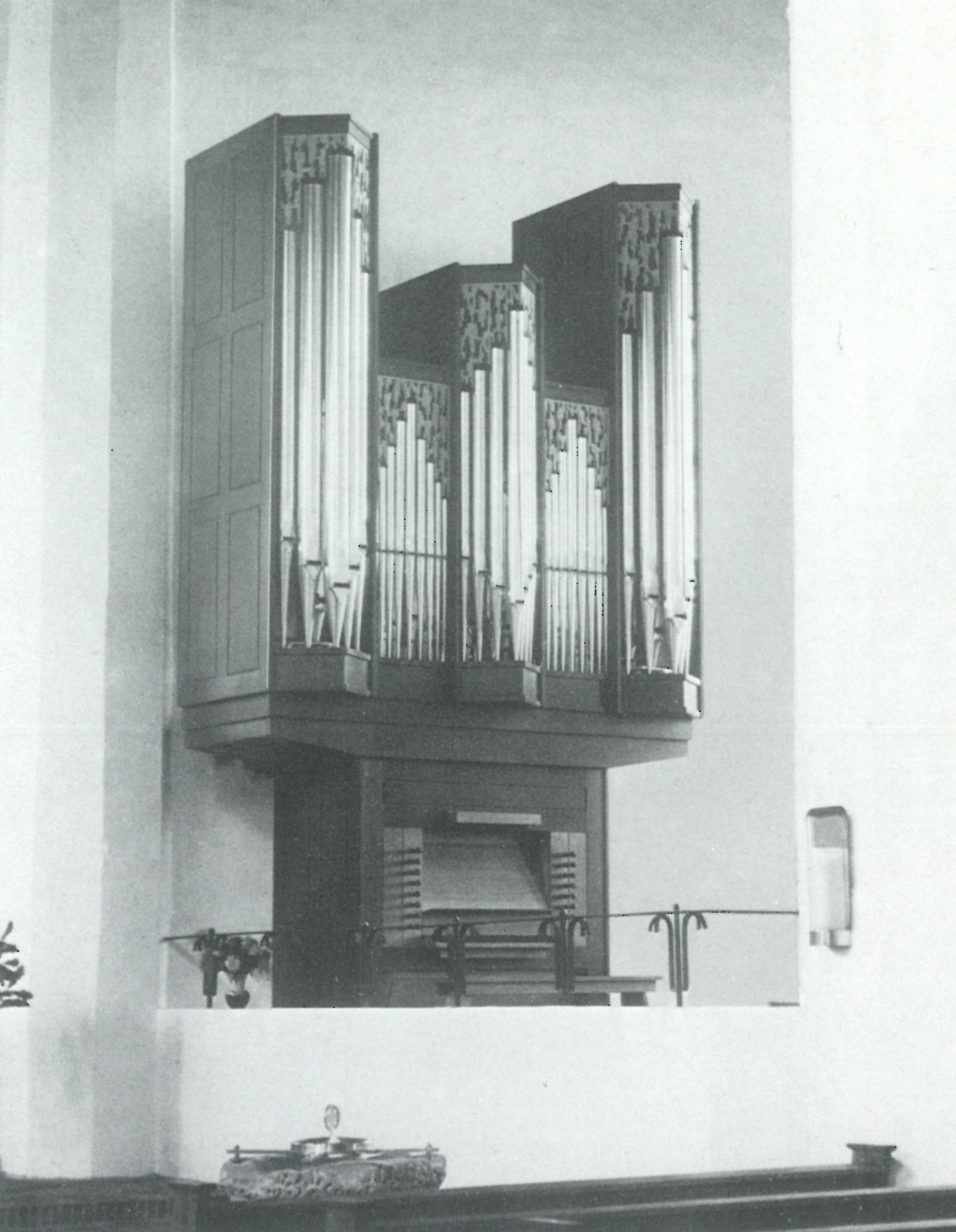
Organy w Wanna wybudowane w 1970 roku
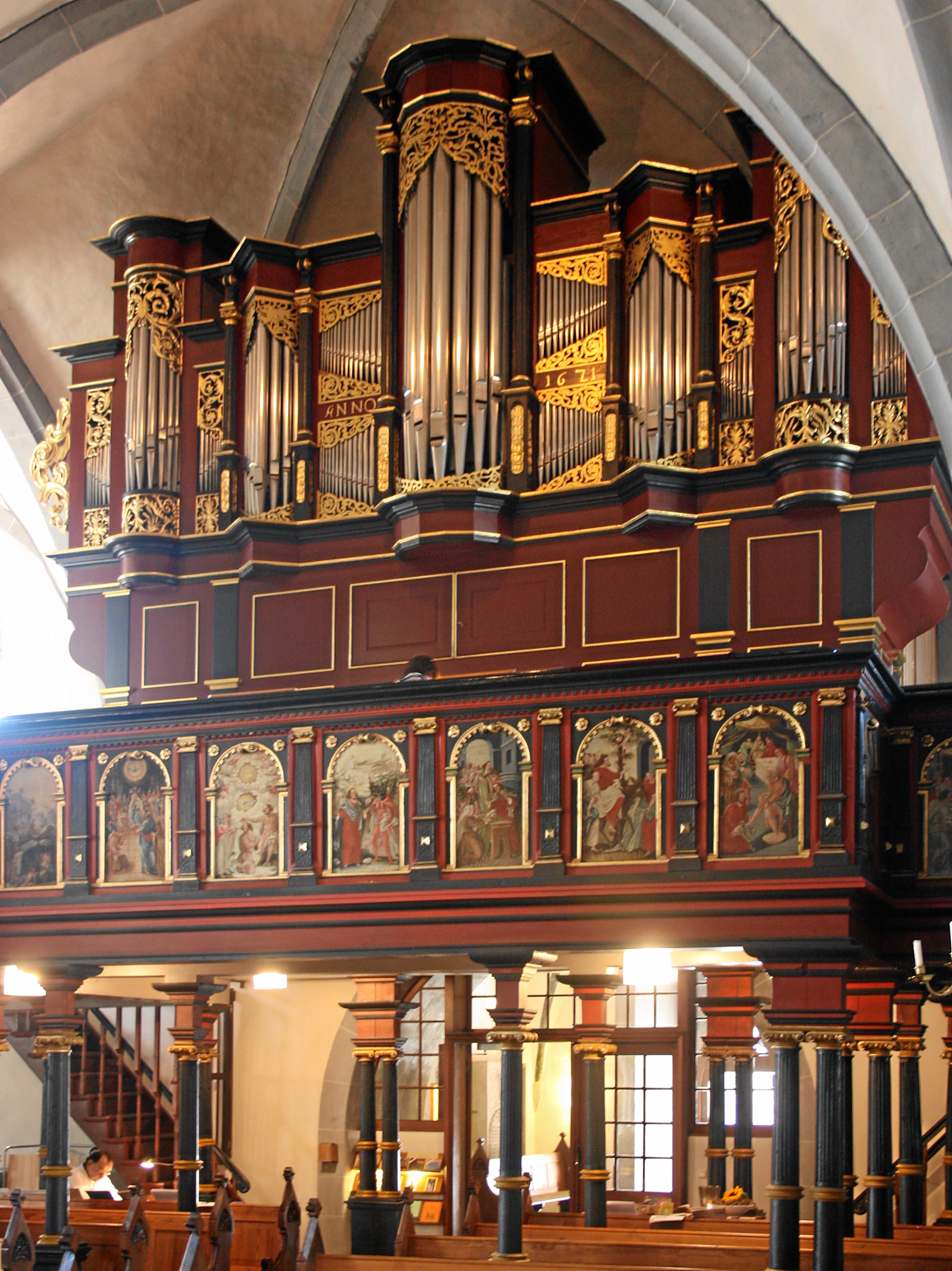
Organy w Rinteln wybudowane w 1995 roku